# Wendy: heel Holland helpt
Wendy: heel Holland helpt was een Nederlands televisieprogramma op RTL 4 gepresenteerd door Wendy van Dijk.
In dit televisieprogramma stimuleerde Van Dijk weldoeners, ze deed dit door middel van geld. De weldoeners kregen een pasje met duizend euro. Hiermee hielpen zij andere mensen die bijvoorbeeld in nood zitten.

## Trivia
- In tegenstelling tot Hart in Aktie, wat al eerder ook door Van Dijk werd gepresenteerd, hielp ze in dit programma niet de mensen die hulp nodig hebben, maar de weldoeners.
- De grootste sponsor van het programma was de DSB Bank.